# 鈴木岳生
鈴木 岳生（すずき たけお、本名：鈴木健夫）、男性は、日本の漫画家。

## 人物
東京都板橋区出身。
1987年講談社「モーニング」第17回コミックオープンちばてつや賞一般部門佳作受賞。
同年「コミックモーニングオープン増刊」にてデビュー

## 主な作品

### 単行本
- BON 全5巻（SPコミックス、原作：工藤かずや）
- デパーティー・デパーティー（SPコミックス）
- Caution! 全5巻(シュベールコミックス）
- 新宿キッズ（SPコミックス）
- マンション（シュベールコミックス）
- HARD BLOW（アクションコミックス）
- ミントブルー・パラダイス　全3巻（アクションコミックス）
- 横須賀水中愚連隊　全3巻（アクションコミックス、原作：DORAGON NO1）

### 学習漫画
- 岡山の歴史（山陽新聞社）

### 別名義作品
- 傭兵・高部正樹の戦記「実録傭兵物語～WAR DOGS～」(高部正樹著 双葉社刊) ※九段坂ゼロ名義
- マンガでわかるシリーズ(サンエイムック)（三栄書房刊）※濱影いづみ名義

　など